# Nashipeer
De nashipeer (Pyrus pyrifolia), zandpeer of Aziatische peer is een perensoort, die van nature voorkomt in het oosten van Azië, waar hij veel wordt gekweekt voor zijn eetbare vruchten. De sappige vruchten hebben de vorm van appels. Vanwege deze overeenkomst worden ze ook wel appelperen genoemd. Het is een populaire vrucht, die als dorstlesser kan worden gebruikt. Ze zijn zoet en knapperig als ze rijp van de boom worden geplukt.

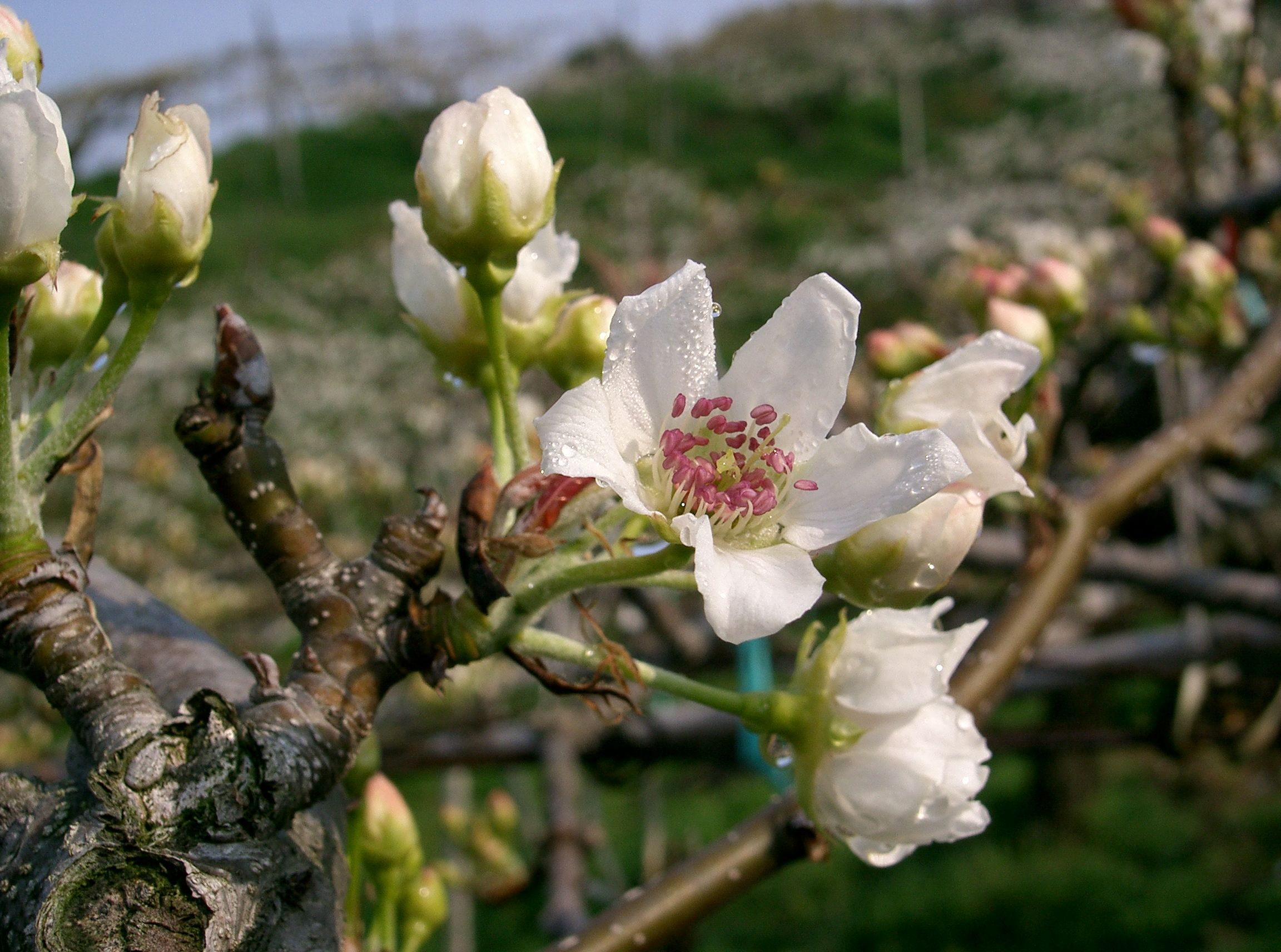
Bloem

Nota bene: in het Japans, is nashi (梨) het woord voor de nashipeer, terwijl Europese peren (Pyrus communis) yōnashi (洋梨) worden genoemd, wat letterlijk westerse nashi betekent.
De verwante chinapeer (Pyrus bretschneideri) wordt gekweekt in China.

## Consumptie
In Japan worden nashiperen onder andere gekweekt in de prefecturen Chiba, Ibaraki, Tottori, Fukushima, Nagano en Miyagi. 
In Nederland en België wordt deze vrucht ook steeds vaker op markten en zelfs in de supermarkt aangeboden.
In Japan wordt de vrucht meestal rauw gegeten. De schil wordt als oneetbaar gezien, en dan voor consumptie verwijderd. In Japan wordt de vrucht gezien als zomervrucht, en wordt dan ook vooral 's zomers gegeten.

## Cultivars
Cultivars zijn:
- 'Chojuro' (Japan, 1890)
- 'Danbae' (Korea, 1969; ook bekend als 'Arirang', 'Korean Giant', 'Olympic')
- 'Hosui' (Japan, 1972)
- 'Kikusui' (Japan)
- 'Kosui' (Japan, 1959; de belangrijkste cultivar in Japan)
- 'Niitaka' (Japan, 1927)
- 'Nijisseiki' (Japan, 1898; de naam betekent "twintigste eeuw", het wordt ook gespeld als 'Nijusseiki'. Zelfbestuivend)
- 'Seigyoku' (Japan)
- 'Shinko' (Japan)
- 'Shinseiki' (Japan, 1945; de naam betekent "Nieuwe eeuw")

## Teelt in Nederland
De nashipeer kan ook goed in Nederland geteeld worden. Toch wordt hij nog niet veel geteeld door professionele fruittelers. Wel is hij in particuliere tuinen steeds vaker te vinden. De nashipeer heeft wel enige warmte nodig om af te rijpen in het Nederlandse klimaat. Inmiddels is deze perensoort ook biologisch geteeld verkrijgbaar in Nederland. Daarbij is de nashipeer een populaire vrucht onder voedselbossen in Nederland.